# Jamapa
Jamapa är en ort i Mexiko.   Den ligger i kommunen Jamapa och delstaten Veracruz, i den sydöstra delen av landet, 300 km öster om huvudstaden Mexico City. Jamapa ligger 23 meter över havet och antalet invånare är 3 815.
Terrängen runt Jamapa är platt. Runt Jamapa är det ganska glesbefolkat, med 43 invånare per kvadratkilometer. Närmaste större samhälle är Veracruz, 18,6 km nordost om Jamapa. Trakten runt Jamapa består till största delen av jordbruksmark.